# 臧盾
臧盾（478年—543年），字宣卿，東莞莒縣人，南北朝南梁官員。祖先是劉宋左光祿大夫臧燾，父親則是南梁安成王長史、江夏太守臧未甄。

## 生平
臧盾從小跟隨徵士琅邪諸葛璩學習《五經》，明白文章意思。諸葛璩有數百名學生，他置身其間，十分親近。諸葛璩覺得奇怪，歎道：「這學生能負任大事，是君王的佐才啊。」最初擔任撫軍行參軍，遷任尚書中兵郎，他樣子英俊，舉止良好，每次上奏，梁武帝總會很高興，入朝兼官中書通事舍人，除授安右錄事參軍，依然擔任舍人。臧盾個性孝順，跟隨父親於廷尉守夜，母親劉氏在家中突然暴斃，他的左手中指忽然痛到不能睡眠。天亮後，家中果然傳來母親去世的消息。服喪未完，父親也逝世，他居喪五年不出家門，身體消瘦到親人認不出他。鄉人王端得知後狀聞，梁武帝嘉獎他，下旨敕開解曉喻。服喪後，擔任丹陽尹丞，轉官中書侍郎，又兼任中書舍人，遷轉為尚書左丞，為東中郎武陵王長史，代理府州國事，領任會稽郡丞。他亦任職少府卿，領步兵校尉，遷為御史中丞；臧盾個性公正剛強，在御史臺十分稱職。
中大通五年（533年）二月，梁武帝到同泰寺開講，設四部大會，有數萬人聽講。南越進貢馴象，象突然在人群中奔跑，乘輿、侍衛及會眾都受驚散開，只有臧盾與散騎郎裴之禮神色自若，得到武帝讚許。很快朝廷下詔加他為散騎常侍，但未拜任又獲詔兼任領軍，仍然加官散騎常侍。大同二年（536年），改任中領軍，管理天下兵權。他為人機智，有氣概魄力，擅長處理繁忙政務，治理事務分明。天監年間吳平侯蕭景曾任職中領軍獲得名聲，至此臧盾也得到名聲。大同五年（539年）他外任仁威將軍、吳郡太守，未到任就因為生病解任，拜為光祿大夫，加金章紫綬。
大同七年（541年）病好，恢復為領軍將軍，到大同九年十二月壬戌（544年1月16日）去世，虛歲六十六，同日朝廷下詔舉哀，贈侍中，領軍如故，賜棺材、朝服一具，衣一襲，另外給予錢布，諡忠。長子臧長博，字孟弘，擔任桂陽內史；次子臧仲博擔任曲阿令。

## 家族
- 高祖父：劉宋左光祿大夫臧燾[2]
- 曾祖父：劉宋宜都太守臧邃[2]
- 祖父：劉宋左民尚書臧潭之[2]
- 父親：南梁廷尉卿、江夏太守臧未甄[2]

- 女：徐孝克妻[10]

## 引用
1. 1 2  《梁書·卷四十二·列傳第三十六》：臧盾字宣卿，東莞莒人。高祖燾，宋左光祿大夫。祖潭之，左民尚書。父未甄……出爲安成王長史、江夏太守……盾幼從徵士琅邪諸葛璩受《五經》，通章句。璩學徒常有數十百人，盾處其間，無所狎比。璩異之，歎曰：「此生重器，王佐才也。」初爲撫軍行參軍，遷尚書中兵郎。盾美風姿，善舉止，每趨奏，高祖甚悅焉。入兼中書通事舍人，除安右錄事參軍，舍人如故。
2. 1 2 3 4 5 6  《南史·卷十八·列傳第八》：臧燾字德仁，東莞莒人，宋武敬皇后兄也。……長子邃，宜都太守。邃子凝之……凝之子寅……寅弟棱，後軍參軍。棱子嚴。……嚴族叔未甄，燾曾孫也。父潭之，左戶尚書。……子盾。盾字宣卿，幼從征士琅邪諸葛璩受五經。璩學徒常有數十百人，盾處其間，無所狎比。璩曰：「此生王佐才也。」為尚書中兵郎。美風姿，善容止，每趨奏，梁武帝甚悅焉。入兼中書通事舍人。
3. ↑  《梁書·卷四十二·列傳第三十六》：盾有孝性，隨父宿直於廷尉，母劉氏在宅，夜暴亡，左手中指忽痛，不得寢。及曉，宅信果報凶問，其感通如此。服制未終，父又卒，盾居喪五年，不出廬戶，形骸枯顇，家人不復識。鄉人王端以狀聞，高祖嘉之，敕累遣抑譬。服闋，除丹陽尹丞，轉中書郎，復兼中書舍人，遷尚書左丞，爲東中郎武陵王長史，行府州國事，領會稽郡丞。還除少府卿，領步兵校尉，遷御史中丞。盾性公強，居憲臺甚稱職。
4. ↑  《南史·卷十八·列傳第八》：盾有孝性，嘗隨父宿直廷尉府，母劉氏在宅夜暴亡，盾左手中指忽痛不得寢。及旦，宅信果報凶問，其感通如此。服未終，父卒，居喪五年，不出廬戶，形骸枯悴，家人不識。武帝累敕抑譬。後累遷御史中丞，性公強，甚稱職。
5. ↑  《梁書·卷四十二·列傳第三十六》：中大通五年二月，高祖幸同泰寺開講，設四部大會，衆數萬人。南越所獻馴象，忽於衆中狂逸，乘轝羽衛及會皆駭散，惟盾與散騎郎裴之禮嶷然自若，高祖甚嘉焉。俄有詔，加散騎常侍，未拜，又詔曰：「總一六軍，非才勿授。御史中丞、新除散騎常侍盾，志懷忠密，識用詳慎，當官平允，處務勤恪，必能緝斯戎政。可兼領軍，常侍如故。」大同二年，遷中領軍。領軍管天下兵要，監局事多。盾爲人敏贍，有風力，長於撥繁，職事甚理。天監中，吳平侯蕭景居此職，著聲稱。至是盾復繼之。
6. ↑  《南史·卷十八·列傳第八》：中大通五年，帝幸同泰寺開講，設四部大會，眾數萬人。南越所獻馴象忽於眾中狂逸，眾皆駭散，唯盾與散騎侍郎裴之禮嶷然自若，帝甚嘉焉。
7. ↑  《梁書·武帝紀下》：十二月壬戌，領軍將軍臧盾卒；以輕車將軍河東王譽爲領軍將軍。
8. ↑  《梁書·卷四十二·列傳第三十六》：五年，出爲仁威將軍、吳郡太守，視事未期，以疾陳解。拜光祿大夫，加金章紫綬。七年，疾愈，復爲領軍將軍。九年，卒，時年六十六。卽日有詔舉哀。贈侍中，領軍如故。給東園秘器，朝服一具，衣一襲，錢布各有差。諡曰忠。子長博，字孟弘，桂陽內史。次子仲博，曲阿令。
9. ↑  《南史·卷十八·列傳第八》：大同二年，為中領軍。領軍管天下兵要，監局事多，盾為人敏贍，有風力，長於撥繁，職事甚理。先是吳平侯蕭景居此職著聲，至是盾復繼之。後卒于領軍將軍，諡曰忠。
10. ↑  《陳書·徐陵（附孝克）傳》：妻東莞臧氏，領軍將軍臧盾之女也

## 延伸阅读
[在维基数据编辑]
 《梁書·卷42》，出自姚思廉《梁書》